# Satu Hassi

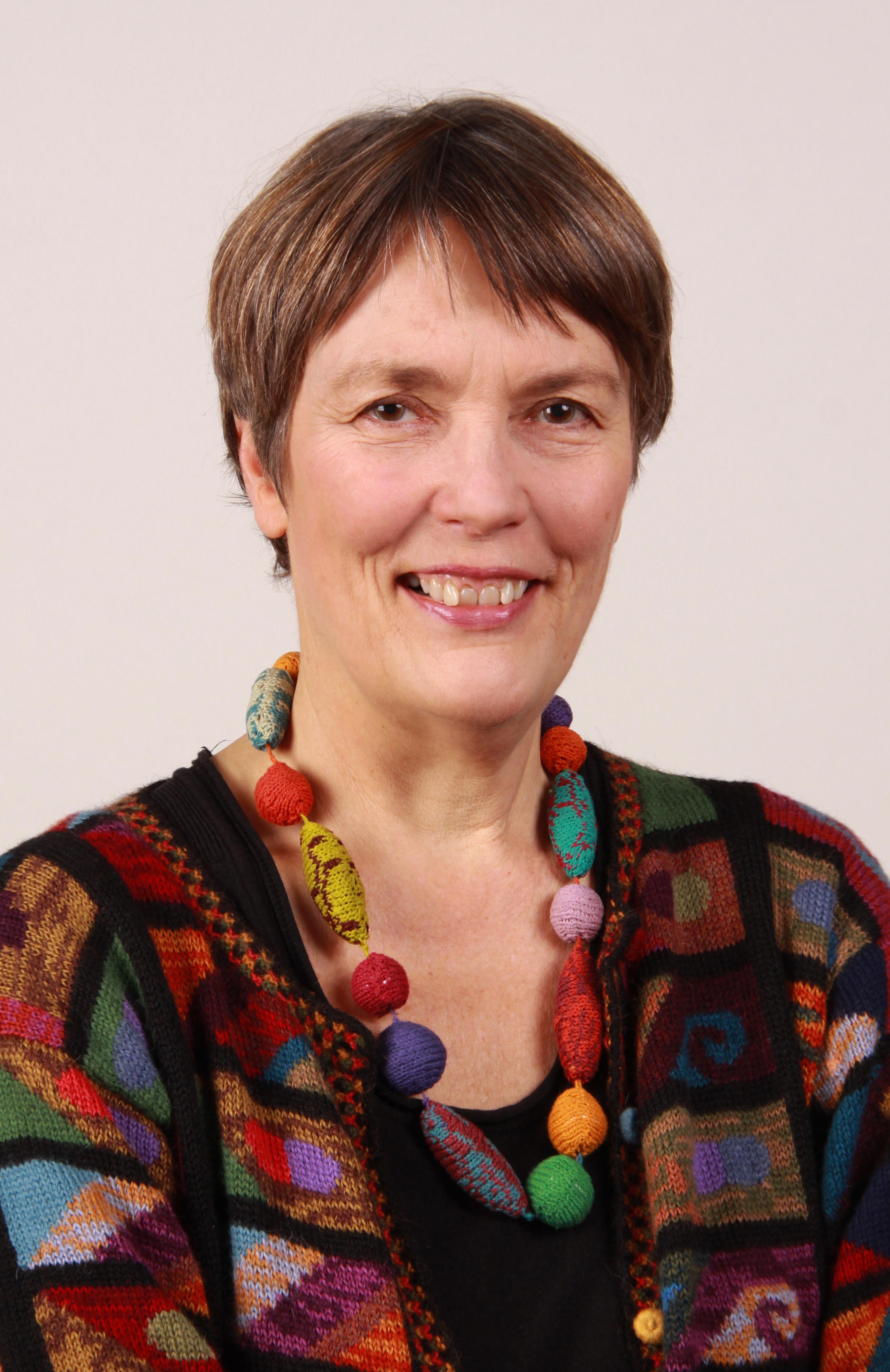
Satu Hassi (2014)

Satu Maijastiina Hassi (* 3. Juni 1951 in Helsinki) ist eine finnische Politikerin des Grünen Bundes und seit 2015 Abgeordnete im finnischen Parlament, dem sie bereits von 1991 bis 2004 angehört hatte. Von 2004 bis 2014 wirkte sie als Mitglied des Europäischen Parlaments.

## Biografie
Satu Hassi studierte Elektrotechnik an der Technischen Universität Helsinki. 1975 zog sie nach Tampere und erhielt an der dortigen Technischen Universität 1979 ihren Master-Abschluss und 1985 das Lizenziat. Von 1979 bis 1981 arbeitete sie als Ingenieurin beim Maschinenunternehmen Oy Tampella Ab. Danach war sie bis 1985 Dozentin an der Universität Tampere. Ab 1985 arbeitete sie als freiberufliche Schriftstellerin.
1984 kandidierte sie erfolgreich für den Stadtrat von Tampere. Bis 2000 wirkte sie in der Kommunalpolitik. 1990 gehörte sie mit Pekka Sauri und Pauli Välimäki zu den Autoren des ersten grünen Parteiprogramms. 1991 zog sie als Abgeordnete in das finnische Parlament ein. Von 1997 bis 2001 war sie Vorsitzende der grünen Partei. Zudem übernahm sie dort mehrmals den Fraktionsvorsitz.
Am 15. April 1999 wurde Satu Hassi unter Regierungschef Paavo Lipponen Ministerin für Umwelt und Entwicklungshilfe. Sie legte das Amt jedoch am 31. Mai 2002 nieder, um gegen den Kabinettsbeschluss zu protestieren, einen fünften Kernreaktor in Finnland zu bauen. 2004 endete ihre Mitgliedschaft im finnischen Parlament, da sie in das Europäische Parlament gewählt worden war. 2014 kandidierte Hassi nicht mehr, ihr gelang aber 2015 die Rückkehr in den finnischen Reichstag. Dort übernahm sie den Vorsitz im Umweltausschuss.
Seit 2003 ist Satu Hassi auch Vorstandsmitglied im Worldwatch Institute. Sie hat mehrere Bücher veröffentlicht, Romane und Gedichte sowie eine Lehrbuchreihe für den Physikunterricht an Gymnasien. Sie ist verheiratet und hat zwei erwachsene Töchter.

## Tätigkeiten als EU-Parlamentarierin
In der Periode 2009 bis 2014 war Hassi Mitglied im Ausschuss für Umweltfragen, öffentliche Gesundheit und Lebensmittelsicherheit, in der Delegation im Gemischten Parlamentarischen Ausschuss EU-Mexiko und in der Delegation für die Beziehungen zu Indien.
Als Stellvertreterin war sie im Ausschuss für Industrie, Forschung und Energie sowie in der Delegation für die Beziehungen zur Volksrepublik China.

## Werke
- Magdaleena ei häpeä enää. Gedichte, WSOY, 1984, ISBN 9510126217
- Naaraskierre. Roman, WSOY, 1986
- Käärme ja tiedon puu. Essay-Sammlung, WSOY, 1987
- Seinä, jota ei ole. Essay-Sammlung, WSOY, 1988
- Tukka hattuhyllyllä. Roman, WSOY, 2002
- Lukion fysiikka -sarja. mit Jukka Hatakka, Heimo Saarikko und Jukka Valjakka, achtbändiges Physik-Lehrbuch, WSOY, 1994–2001